# نیروی کادری
نیروی کادری، برخلاف وظیفه ذخیره، یک شغل تمام وقت به عنوان بخشی از یک نیروی نظامی است. در بریتانیا و کشورهای همسود اصطلاح معادل آن خدمت فعال است.

## هندوستان
نیروهای مسلح هند با داشتن تقریباً ۱٫۴۲ میلیون ارتش دائمی فعال، یکی از بزرگ‌ترین نیروهای خدماتی فعال در جهان محسوب می‌شوند. براساس دستور رئیس‌جمهور هند که فرمانده و رئیس نیروهای مسلح هند است، می‌توان ۲٫۲۰ میلیون نیروی ذخیره اضافی را طی چند هفته فعال کرد.

## پاکستان
نیروهای مسلح پاکستان به دلیل ماهیت پیچیده و ناپایدار روابط پاکستان با هند و منطقه کشمیر و مرز متخلخل آن با افغانستان، یکی از بزرگ‌ترین نیروهای خدماتی فعال در جهان است که تقریباً ۶۵۴۰۰۰ پرسنل تمام وقت دارد. با دستور رئیس‌جمهور پاکستان که فرمانده و رئیس نیروهای مسلح پاکستان است، می‌توان ۵۵۰۰۰۰ نیروی ذخیره پاره وقت دیگر را بسته به وضعیت در هفته‌ها فعال کرد.

## ایالات متحده
در ارتش ایالات متحده، نیروی کادری به اعضای نظامی گفته می‌شود که در حال حاضر به صورت تمام وقت در مقام نظامی خود خدمت می‌کنند. وضعیت تمام‌وقت محدود به اعضای اجزای فعال خدمات نظامی نیست. اعضای هر یک از سه بخش (فعال، ذخیره و گارد ملی) ممکن است در وضعیت فعال قرار گیرند.